# Face to Face vs. Dropkick Murphys
Face to Face vs. Dropkick Murphys é um EP split lançado em 2002 pelas bandas de punk rock Dropkick Murphys e Face to Face. Nesse EP cada uma das bandas aparece com uma música própria inédita e duas covers.

## Faixas
| N.º            | Título                                     | Compositor(es)            | Artista          | Duração |  |
| 1.             | "Fight or Flight"                          | Trever Keith              | Face to Face     | 3:10    |  |
| 2.             | "Road of the Righteous"                    | Mike McColgan/Rick Barton | Face to Face     | 2:45    |  |
| 3.             | "Wasted Life"                              | Jake Burns                | Face to Face     | 3:10    |  |
| 4.             | "The Dirty Glass" (partcipação Kay Hanley) | Ken Casey/Marc Orrell     | Dropkick Murphys | 3:40    |  |
| 5.             | "Fortunate Son"                            | John Fogerty              | Dropkick Murphys | 2:41    |  |
| 6.             | "21 Guitar Salute"                         | André Schlesinger         | Dropkick Murphys | 2:42    |  |
| Duração total: | Duração total:                             | Duração total:            | Duração total:   | 18:08   |  |

## Recepção da crítica
| Críticas profissionais | Críticas profissionais |
| Avaliações da crítica  | Avaliações da crítica  |
| Fonte                  | Avaliação              |
| ---------------------- | ---------------------- |
| Allmusic               | [ 3 ]                  |
| Punknews.org           | A-                     |

Allmusic deu ao álbum três estrelas de cinco, dizendo que o EP "é uma grande aquisição para qualquer fã de punk". O site In Music We Trust deu ao álbum um A-, dizendo que ele é a "representação do que estas duas bandas são capazes".